# Villa Palagonia
La Villa Palagonia, située à Bagheria en Sicile, est l'une des demeures les plus célèbres d'Italie. Sa notoriété lui vient principalement des statues de monstres à figures humaines ou animales qui ornent son jardin et lui valent le surnom de « Villa des Monstres » (Villa dei Mostri).

## Histoire

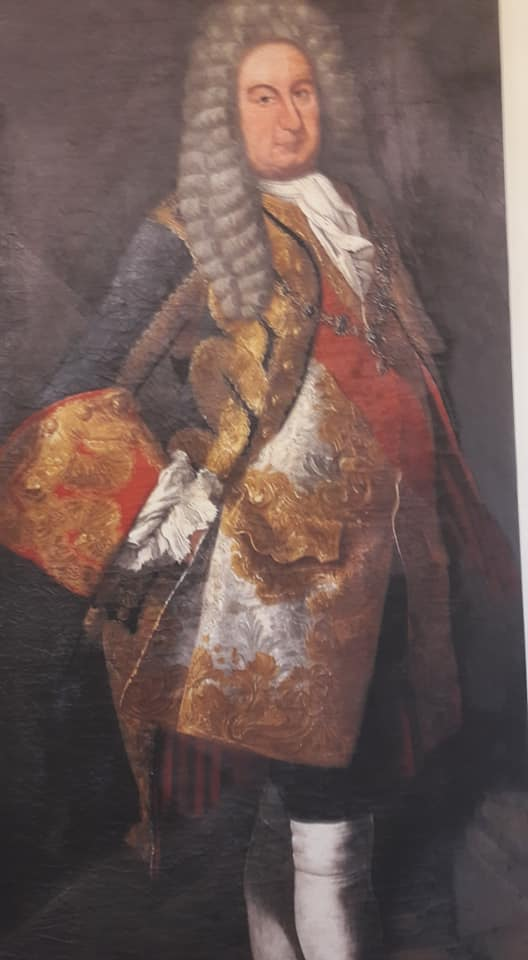
Don Ferdinando Francesco Ier Gravina, pour qui fut construite la villa Palagonia.

La villa, un des tout premiers exemples du baroque sicilien, est édifiée à partir de 1715 pour Don Ferdinando Francesco Ier Gravina (1677-1736), 5e prince de Palagonia, grand d'Espagne, un aristocrate proche de la famille royale. 
Entre 1747 et 1749, le petit-fils du prince, Don Ferdinando Francesco II Gravina (1722-1788), 7e prince de Palagonia, hérite de la villa, et entreprend d'importants travaux d'embellissement : cette villégiature à l'écart de Palerme peut dès lors être pleinement qualifiée de folie.
C'est en effet à lui que l'on doit la création des remarquables décors et sculptures grotesques, pour lesquels on peut établir une lointaine parenté avec les statues des jardins de Bomarzo, créés par les Orsini près de Viterbe.
Ces « monstres », comme les décors intérieurs extravagants, ont suscité la curiosité des voyageurs du Grand Tour aux XVIIIe et XIXe siècles, qu'il s'agisse de l'Anglais Henry Swinburne, de l'Écossais Patrick Brydone, de Goethe, du comte de Borde, du dessinateur Jean-Pierre Houël ou encore d'Alexandre Dumas. Plus récemment, la villa Palagonia fascinera également les surréalistes comme André Breton, le peintre italien Renato Guttuso, ou encore des auteurs contemporains comme Giovanni Macchia et Dominique Fernandez.
En 1885, après l'extinction de la famille Gravina di Palagonia, la villa est rachetée par des particuliers, la famille Castronovo, qui en est toujours propriétaire. Après avoir été divisée en appartements, la villa a été restaurée et est partiellement ouverte au public.

## Architecture et décors
L'architecte Tommaso Napoli (assisté d'Agatino Daidone) a donné à ce petit palais une forme elliptique, des façades concaves et convexes, et l'a entouré d’un demi-cercle de communs. À l'origine, une grande allée (aujourd'hui intégrée à la ville et devenue la via Palagonia) conduisait à la demeure depuis un portique monumental (toujours visible et connu sous le nom d'Arco del Padre Eterno).
Les fameux « monstres » (initialement au nombre de 250 – certaines sources avancent le chiffre de 600 – il n'en reste aujourd'hui que 62) ont valu son surnom à la villa Palagonia. Plusieurs légendes circulent quant à la raison qui a poussé le prince à créer un décor si excentrique : folie, dérision vis-à-vis de sa propre laideur, infidélité de sa belle épouse (certains monstres seraient des représentations de ses amants).
La demeure est par ailleurs renommée pour la complexité de son escalier extérieur à double volée, ses façades incurvées, ses marbres d'intérieur et sa salle de bal au plafond de miroirs brisés.

Il est également rapporté que le mobilier était conçu pour surprendre : des fenêtres aux verres de couleur, des statues disposées dans les salles de sorte que leurs mains accrochent les perruques des visiteurs à leur passage, des sièges dotés d'un pied qui ployait lorsqu'on s’y asseyait.

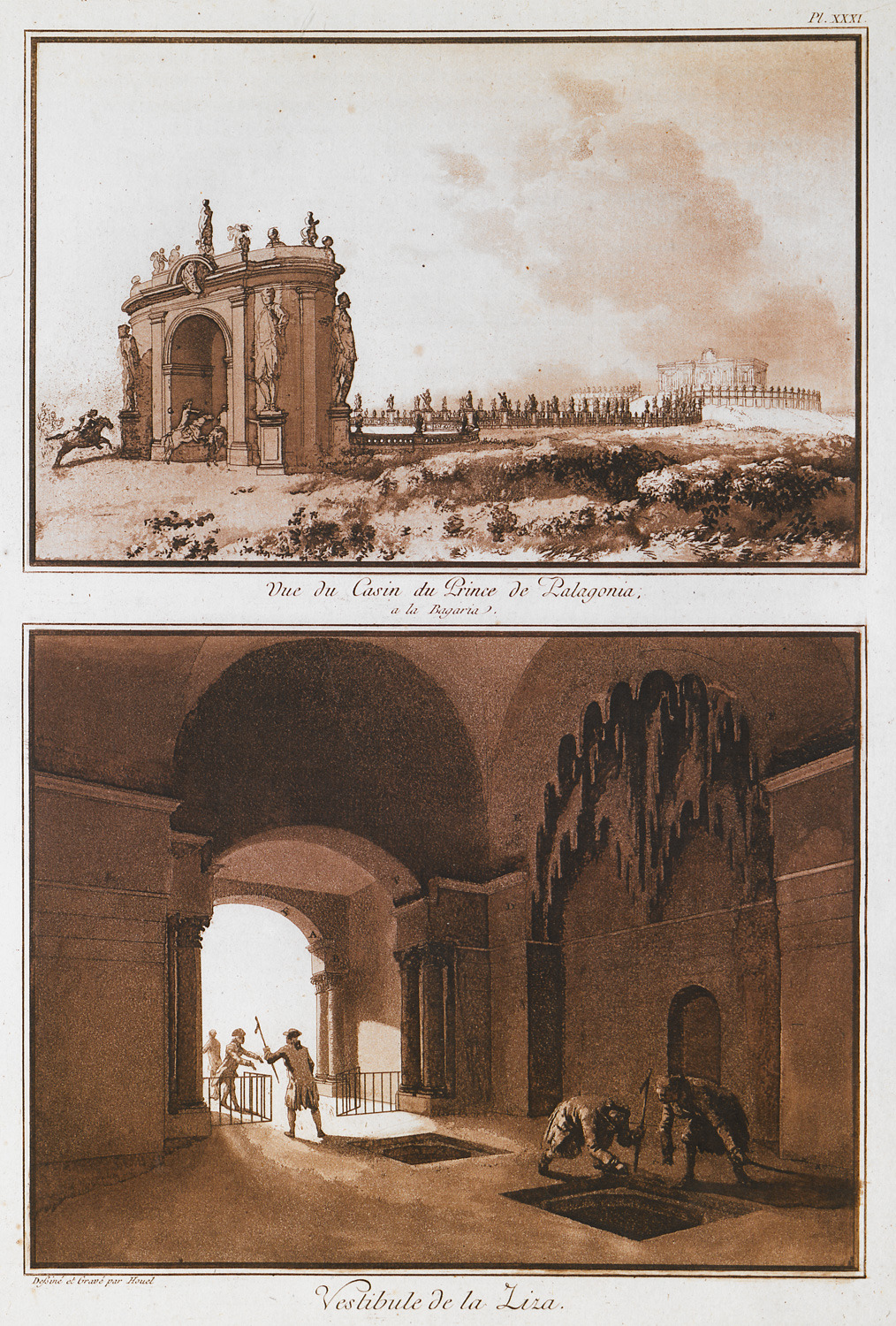
Gravure du portique monumental (en haut) conduisant à la villa Palagonia, par Houël.
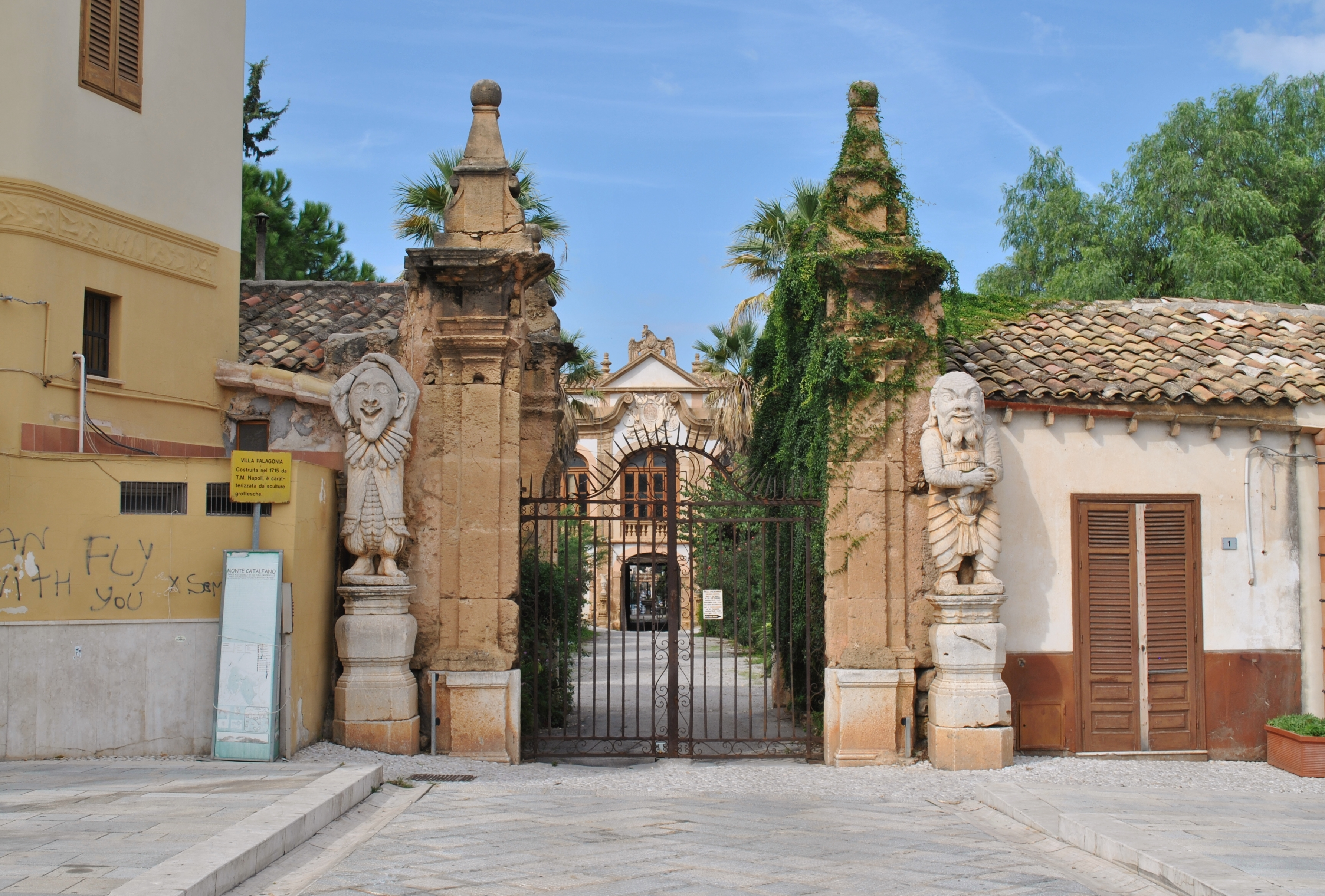
Le portail principal de la villa Palagonia.
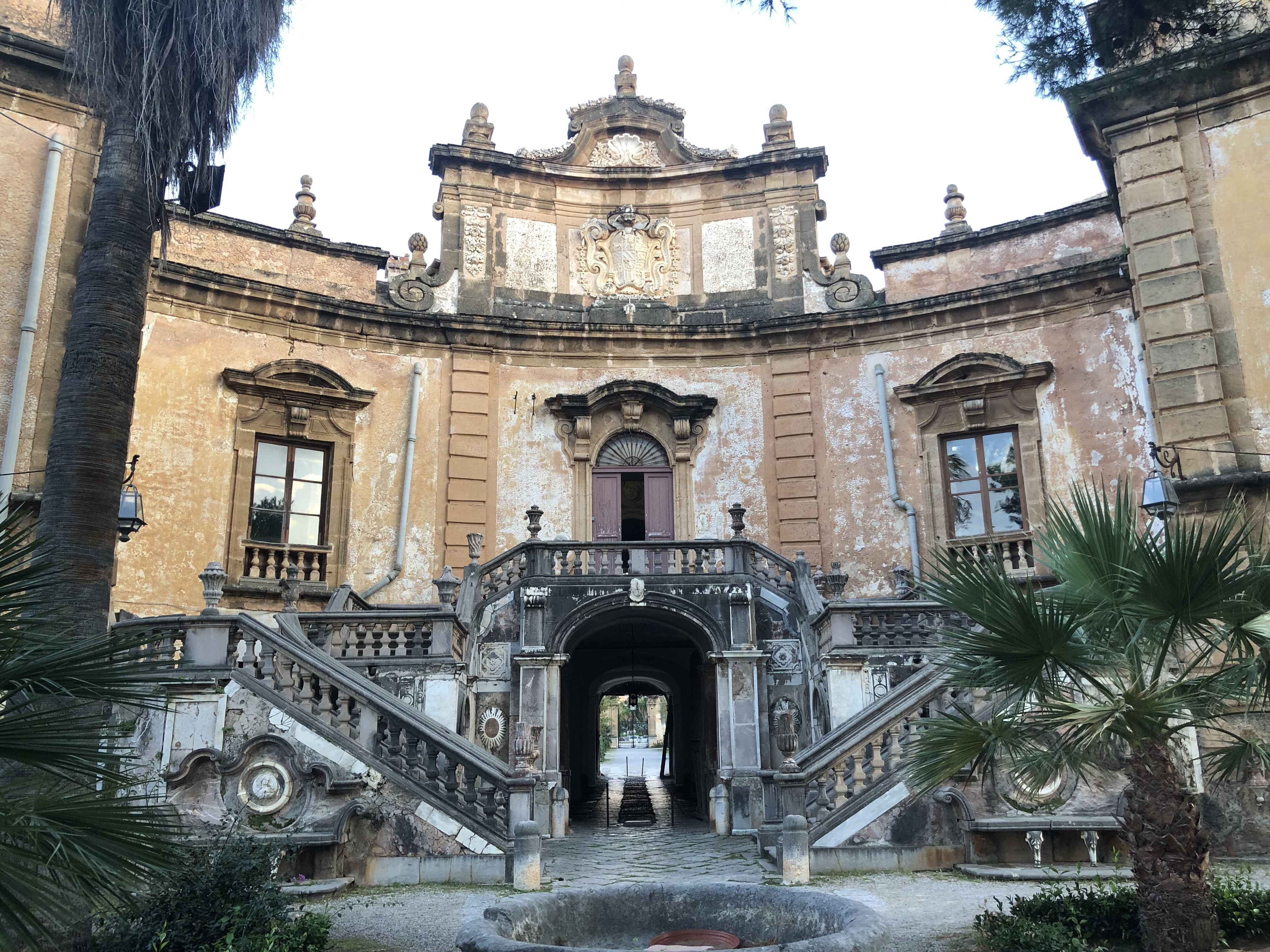
L'escalier de la villa Palagonia.
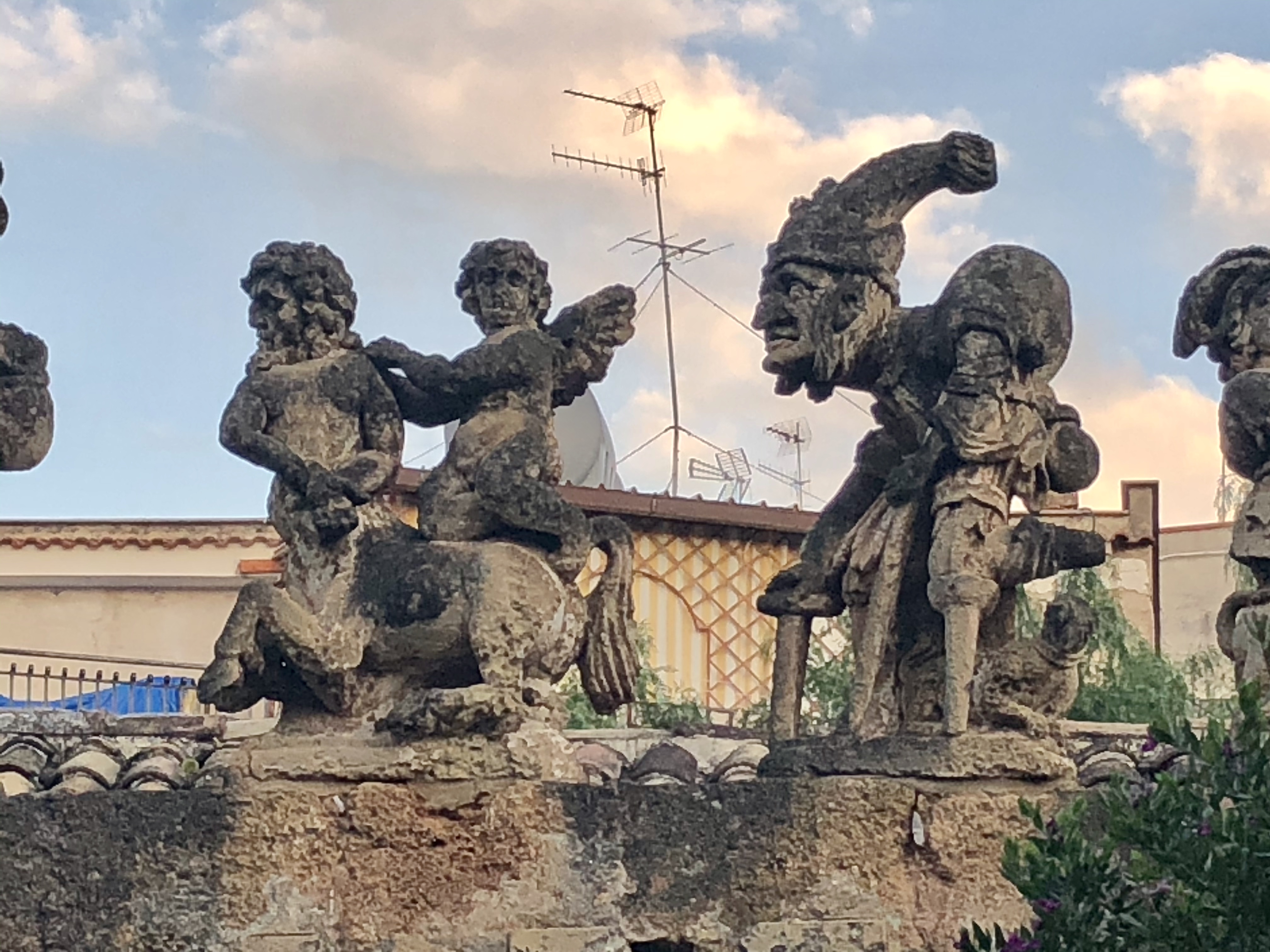
Les monstres du mur d'enceinte.
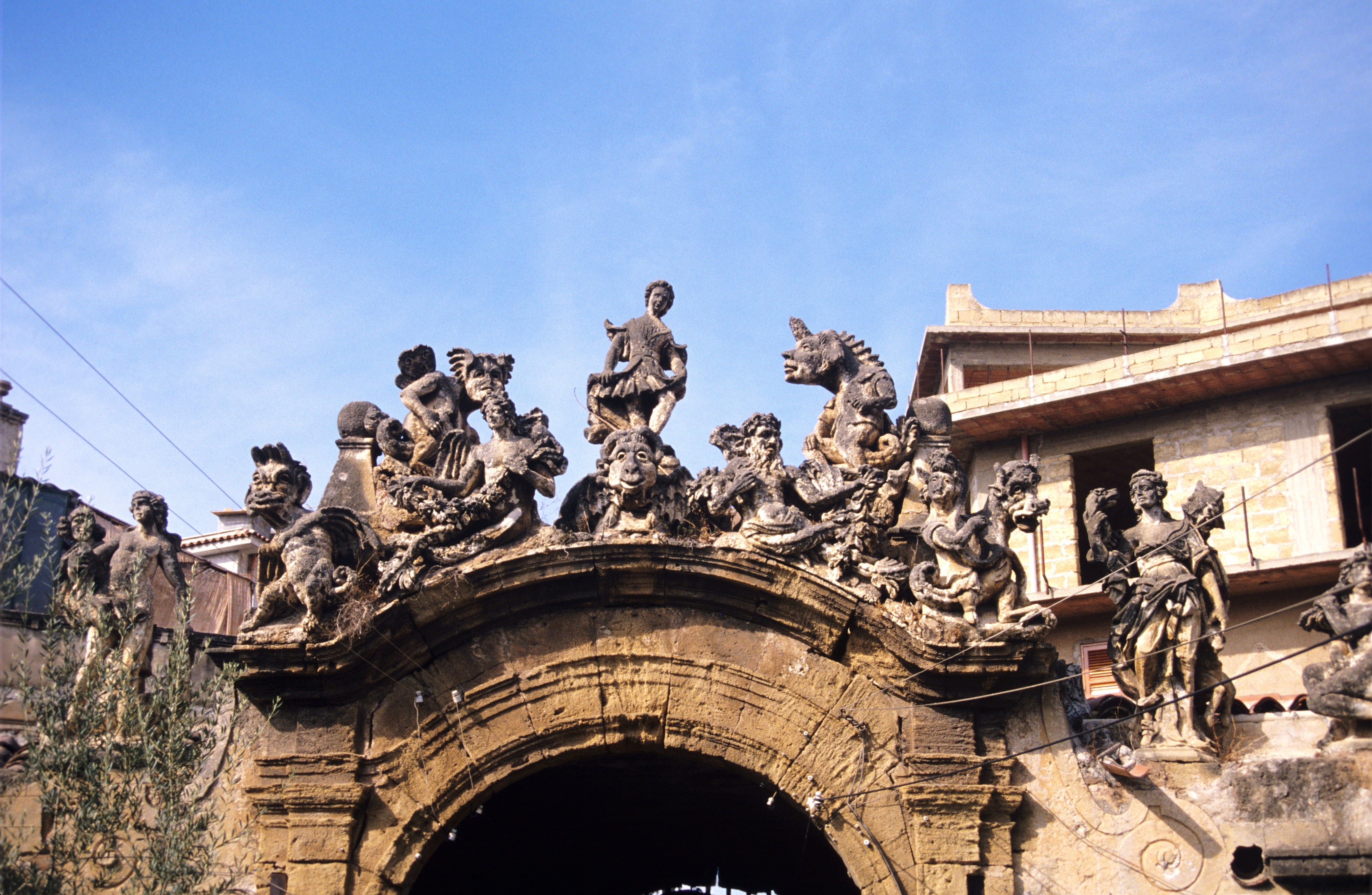
Les monstres sur l'un des portails de la villa.
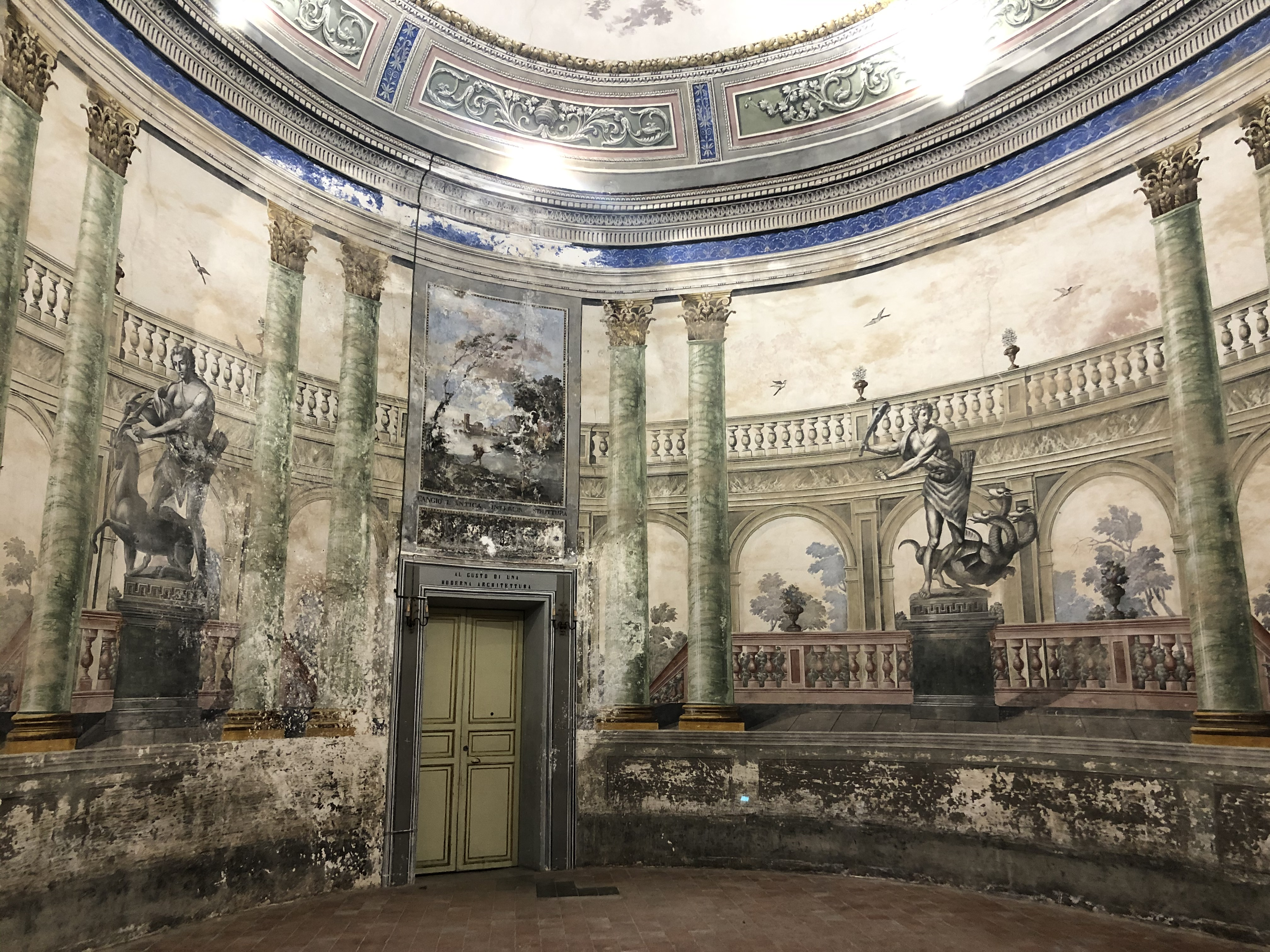
Le vestibule d'entrée.
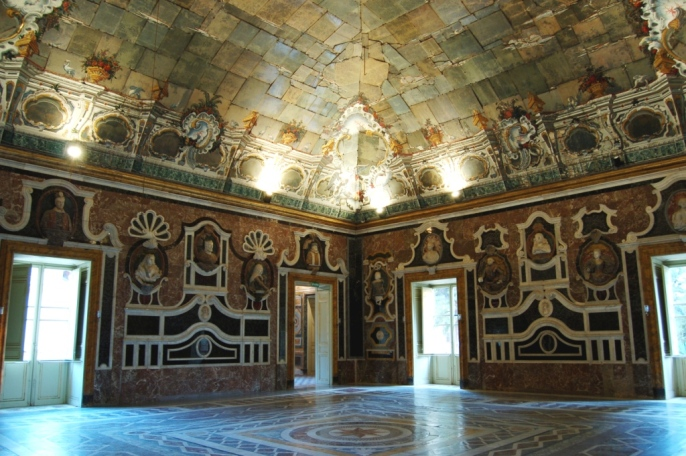
Le salon des miroirs.

## Filmographie
- Plusieurs scènes de L'Avventura (1960), film italien de Michelangelo Antonioni, avec Monica Vitti, ont été tournées à la Villa Palagonia.
- Des plans du moyen-métrage expérimental Méditerranée de Jean-Daniel Pollet (1963) montrent la villa et ses jardins.
- Dans Le Metteur en scène de mariages (2006), film italien de Marco Bellocchio, Sami Frey interprète un descendant du prince de Palagonia.